# تخلق مضغي عند النبات

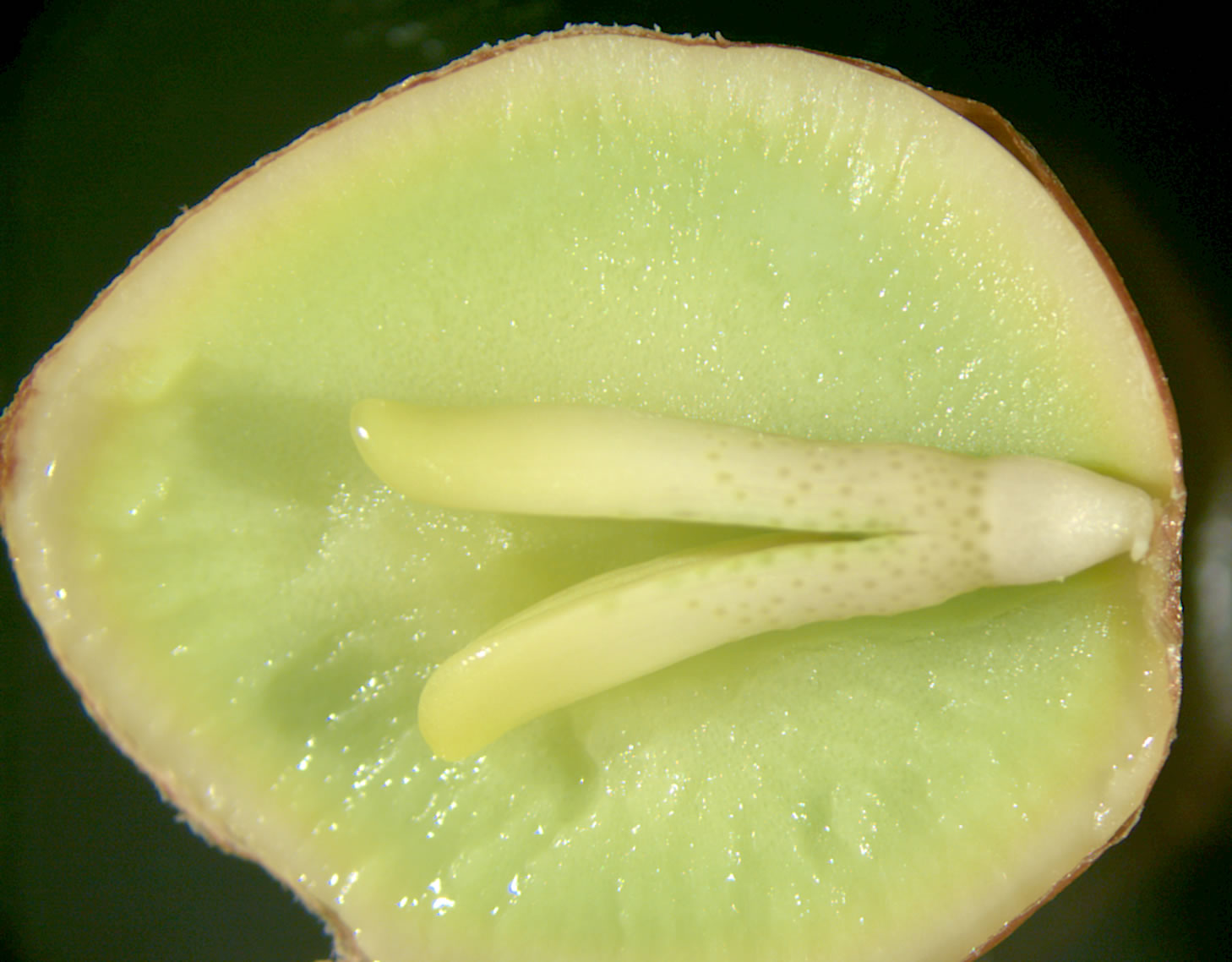

التخلق المضغي عند النبات، أو التخلق الجنيني عند النبات، هو عملية تحدث بعد إخصاب البويضة وتعطي جنينًا نباتيًا كامل التطور. هذه المرحلة وثيقة الصلة بدورة حياة النبات ويتبعها السكون والإنتاش. يجب أن تمر البويضة المخصبة الناتجة عن عملية الإخصاب بالعديد من الانقسامات الخلوية والتمايزات لتصبح جنينًا ناضجًا. يمتلك جنين المرحلة الأخيرة خمسة مكونات رئيسية، وهي بارض (ميرستيم) البادرة القمي، والسويقة، والبارض الجذري، وقلنسوة الجذر، والفلقتان. على عكس التخلق المضغي عند الحيوانات، ينتج عن التخلق المضغي عند النبات شكل غير ناضج من النبات، تنقصه معظم التراكيب مثل الأوراق والسوق والتراكيب التكاثرية.

## طور السكون
تُعرف نهاية التخلق المضغي بحدوث طور توقف في النمو. يتصادف هذا الطور عادة مع مكون ضروري في عملية النمو يُسمى طور السكون. طور السكون هو الفترة التي لا تستطيع فيها البذرة أن تنتش، حتى في ظل الظروف البيئية المثالية، إلى أن تحقق احتياجات معينة. يمكن أن يكون كسر طور السكون أو تحقيق الاحتياجات المعينة للبذرة أمرًا صعبًا. على سبيل المثال، يمكن أن يكون الغلاف البذري سميكًا جدًا. وفقًا للعالمين إفرت وإيكهورن، يجب أن تتعرض البذور ذات الغلاف البذري السميك إلى عملية تُسمى التخديش من أجل تحطيم الغلاف. يجب أن تتعرض البذور في حالات أخرى لعملية التخديش. تُعرَّض البذور من خلال هذه العملية لظروف بيئية معينة مثل البرد أو الدخان من أجل كسر طور السكون وبدء الإنتاش.

## دور الأوكسين
الأوكسين هو الهرمون المسؤول عن استطالة النباتات وتنظيم نموها. يلعب أيضًا دورًا مهمًا في إنشاء القطبية في الجنين النباتي. أظهرت الأبحاث وجود نقل للأوكسين في السويقة عند كل من كاسيات البذور وعاريات البذور باتجاه قمة الجذير عند الجنين. يفترض العلماء أن آلية نقل الأوكسين مسؤولة عن تنظيم النمط الجنيني والتموضع القطبي للخلايا ضمن البويضة. ظهرت أهمية الأوكسين في بحثهم عند تعريض أجنة الجزر للأوكسين في مراحل مختلفة بأنها أصبحت غير قادرة على الوصول إلى المراحل الأخيرة من التخلق المضغي. استمرت الأجنة بالاستطالة في المرحلة الكروية من التخلق المضغي. بالإضافة إلى ذلك، استمرت الأجنة مستطيلة الشكل بنموها المحوري دون تطور الفلقات. خلال المرحلة القلبية من التخلق المضغي، كان هناك محاور نمو إضافية في السويقات. أظهرت أبحاث معمقة أُجريت على تثبيط نقل الأوكسين في نبات الخردل الهندي أن الفلقتين قد اندمجتا بعد الإنتاش بدلًا من كونهما تركيبَين منفصلين.

## أشكال بديلة من التخلق المضغي

### التخلق المضغي الجسمي
تتشكل الأجنة الجسمية من خلايا نباتية لا علاقة لها بتطور الأجنة، أي من نسيج نباتي اعتيادي. لا تتشكل سويداء أو غلاف بذري حول الجنين الجسمي. من تطبيقات هذه العملية: الإكثار النسيلي للمواد النباتي المتماثلة جينيًا، والتخلص من الفيروسات، ومراقبة النسيج اللازم للتحوير الوراثي وتوفيره، واصطناع نباتات كاملة بدءًا من خلايا مفردة تُسمى البروتوبلاست (الجبلة المجردة)، وتطوير تقنيات البذور الاصطناعية. تُزرع الخلايا المستخرجة من أنسجة ذات صفات مرغوبة لكي تعطي كتلة خلايا غير متمايزة تدعى الكالوس. يمكن استخدام منظمات النمو النباتية بنسب محددة في بيئة زراعة الأنسجة لتحريض تشكل الكالوس، وتُغيَّر بعد ذلك لتحريض تشكل الأجنة بدءًا من الكالوس. تتباين النسبة بين منظمات النمو النباتية المختلفة اللازمة لتحريض تشكل الكالوس أو الجنين تبعًا لنوع النبات. يبدو أن الانقسام الخلوي غير المتناظر هو موضوع مهم في تطور الأجنة الجسمية، وعلى الرغم من أن فشل تكوين خلية التعليق قاتل بالنسبة للأجنة العروسية، فهو ليس مميتًا بالنسبة للأجنة الجسمية.

### نمو النبات والبراعم
يتألف النسيج الجنيني من خلايا نشطة النمو، ويُستخدم هذا المصطلح بشكل طبيعي لوصف بداية تشكل النسيج في المراحل الأولى من النمو. يمكن أن يشير ذلك إلى مراحل نمو مختلفة عند النبات البوغي والنبات العروسي بما في ذلك نمو الأجنة ضمن البذور، وإلى الأنسجة البارضية التي تحافظ على الحالة الجنينية، وإلى نمو البراعم الجديدة على السوق.
يبدأ تشكل النبات الصغير الذي تحتويه البذرة في كل من كاسيات البذور وعاريات البذور على شكل خلية بيضة تتشكل بعد الإخصاب (أحيانًا من دون إلقاح في عملية تُسمى التكاثر اللاإخصابي) لتتطور وتتحول إلى جنين نباتي. توجد تلك الحالة الجنينية في البراعم التي تتشكل على السوق. تمتلك البراعم نسيجًا متمايزًا، ولكنه لم ينمُ ليصبح تراكيب كاملة. يمكنها أن تبقى في حالة راحة وتبقى ساكنة خلال الشتاء أو في الظروف الجافة، وتستأنف بعد ذلك النمو عندما تصبح الظروف ملائمة. يُقال إن البراعم في حالة جنينية طالما أنها لم تبدأ نموها لتصبح سوقًا أو أوراقًا أو أزهارًا.